# وست‌مینستر (کالیفرنیا)
وست مینستر (به انگلیسی: Westminster) شهری در شهرستان اورنج، کالیفرنیا ایالت کالیفرنیا است که در سرشماری سال ۲۰۱۰ میلادی، ۸۹۷۰۱ نفر جمعیت داشته است.